# J.B. Hutto
Joseph Benjamin Hutto, dit J.B. Hutto, était un chanteur guitariste de blues américain, né à Elko, Caroline du Sud, le 26 avril 1926, décédé à Chicago, Illinois, le 12 juin 1983. En 1985, la Blues Foundation l'introduit dans son Blues Hall of Fame.

## Discographie (albums)
- Hawk Squat (1968)
- Slidewinder (1973)
- Blues for Fonessa (1976)
- Live Volume One (1977)
- Live at Sandy's Jazz Revue (1979)
- Keeper Of The Flame (1980)
- Slideslinger (1982)
- Slippin' & Slidin' (1983)
- J.B. Hutto And The Houserockers Live 1977 (1991)
- High & Lonesome [live] (1992)
- Masters of Modern Blues (1995)
- Rock With Me Tonight (1999)
- Live At Shaboo Inn 1979 (1999)
- Hip Shakin' (2000)
- Slidin the Blues (2002)
- Stompin' At Mother Blues (2004)
- Slide Guitar Master (2007)
- Hawk Squat (2010)

## Héritage
Rory Gallagher a repris Too Much Alcohol (titre de 1965) sur son album Irish Tour '74 sorti en 1974.